# Oblast Iwano-Frankiwsk
Die Oblast Iwano-Frankiwsk (ukrainisch Івано-Франківська область Iwano-Frankiwska oblast – bis 1962 Станіславська область Stanislawska oblast) genannte Region ist eine Verwaltungseinheit der Ukraine im Südwesten des Landes. Sie hat 1.361.109 Einwohner (Anfang 2021; de facto).
Die Oblast ist ein Teil der historischen Landschaft Galizien.

## Geographie
Hauptstadt ist Iwano-Frankiwsk, weitere Städte sind Kalusch, Burschtyn und Kolomyja. Im Süden bilden die Karpaten die Grenze zu Rumänien. An der Grenze zur Oblast Transkarpatien befindet sich die Howerla, der mit 2.061 Metern höchste Berg der Ukraine. Im Nordwesten grenzt die Oblast an die Oblast Lwiw, im Nordosten an die Oblast Ternopil, im Südosten an die Oblast Tscherniwzi sowie im Südwesten an die Oblast Transkarpatien.

## Geschichte
Die Oblast entstand als Oblast Stanislaw/Stanyslawiw (russisch/ukrainisch) nach der Besetzung Ostpolens durch die Sowjetunion als Teil der Ukrainischen SSR per Ukas am 4. Dezember 1939 aus den meisten Teilen der bis dahin bestehenden polnischen Woiwodschaft Stanislau. Zunächst wurden folgende ehemals polnische Powiate (russisch Ujesd genannt) beibehalten:
- Gorodenka/Horodenka (Городенковский уезд)
- Dolina (Долинский уезд)
- Kalusch/Kałusz (Калушский уезд)
- Kolomyja/Kołomyja (Коломыйский уезд)
- Kossow/Kosów (Косовский уезд)
- Nadwornaja/Nadwórna (Надворнянский уезд)
- Rogatin/Rohatyn (Рогатинский уезд)
- Snjatyn/Śniatyn (Снятынский уезд)
- Stanislaw/Stanisławów (Станиславский уезд)
- Tlumatsch/Tłumacz (Тлумачский уезд)

Nach Beratungen am 10. Januar 1940 wurden dann am 17. Januar 1940 die Ujesde aufgelöst und durch folgende Rajone ersetzt (es werden die russischen Namen angeführt, da diese die zeitgenössischen amtlichen Bezeichnungen widerspiegeln):
- Rajon Bohorodtschany mit Rajonszentrum Bohorodtschany (Богородчаны)
- Rajon Bolschowzy mit Rajonszentrum Bolschowzy (Большовцы)
- Rajon Bolechow mit Rajonszentrum Bolechow (Болехов)
- Rajon Bukatschjowzy mit Rajonszentrum Bukatschjowzy (Букачёвцы)
- Rajon Burschtyn mit Rajonszentrum Burschtyn (Бурштын)
- Rajon Galitsch mit Rajonszentrum Galitsch (Галич)
- Rajon Gwosdez mit Rajonszentrum Gwosdez (Гвоздец)
- Rajon Gorodenka mit Rajonszentrum Horodenka (Городенка)
- Rajon Deljatin mit Rajonszentrum Deljatin (Делятин)
- Rajon Dolina mit Rajonszentrum Dolina (Долина)
- Rajon Jablonow mit Rajonszentrum Jablonow (Яблонов)
- Rajon Kalusch mit Rajonszentrum Kalusch (Калуш)
- Rajon Kolomyja mit Rajonszentrum Kolomyja (Коломыя)
- Rajon Korschew mit Rajonszentrum Korschew (Коршев)
- Rajon Kossow mit Rajonszentrum Kossiw (Косов)
- Rajon Kuty mit Rajonszentrum Kuty (Куты)
- Rajon Lantschin mit Rajonszentrum Lantschin (Ланчин)
- Rajon Lissez mit Rajonszentrum Lissez (Лисец)
- Rajon Mikulitschin mit Rajonszentrum Mikulitschin (Микуличин)
- Rajon Nadwornaja mit Rajonszentrum Nadwirna (Надворная)
- Rajon Nowiza mit Rajonszentrum Nowiza (Новица)
- Rajon Obertin mit Rajonszentrum Obertin (Обертин)
- Rajon Otynija mit Rajonszentrum Otynija (Отыния)
- Rajon Rogatin mit Rajonszentrum Rohatyn (Рогатин)
- Rajon Sabolotow mit Rajonszentrum Sabolotow (Заболотов)
- Rajon Schabje mit Rajonszentrum Schabje (Жабье)
- Rajon Schowten mit Rajonszentrum Schowten (Жовтень)
- Rajon Snjatyn mit Rajonszentrum Snjatyn (Снятын)
- Rajon Solotwin mit Rajonszentrum Solotwin (Солотвин)
- Rajon Stanislaw mit Rajonszentrum Stanislaw (Станислав)
- Rajon Tlumatsch mit Rajonszentrum Tlumatsch (Тлумач)
- Rajon Tscherneliza mit Rajonszentrum Tscherneliza (Чернелица)
- Rajon Wygoda mit Rajonszentrum Wygoda (Выгода)
- Rajon Woinilow mit Rajonszentrum Woinilow (Войнилов)

Dazu kam die kreisfreie Stadt Stanislaw.
Noch im Jahre 1940 wurden die Rajone Mikulitschin in Rajon Jaremtscha, Nowiza in Pereginskoje und Deljatin in Petscheneschin umbenannt, durch Reorganisation kamen der Rajon Tysmeniza mit Rajonszentrum Tysmeniza (Тысменица) hinzu, so dass nun 36 Rajone existierten.
Die Oblast wurde allerdings nach dem Überfall Deutschlands auf die Sowjetunion am 22. Juni 1941 wieder aufgelöst, das Gebiet ging großteils im Distrikt Galizien auf und konnte erst nach der Rückeroberung des Gebiets durch die Rote Armee im Jahr 1944 wiederhergestellt werden.
Am 6. Juni 1957 kam es zur Auflösung der Rajone Wyhoda, Schowten, Kuty, Petschenischyn und Tschernelyzja, am 11. März 1959 folgten dann Bukatschiwzi, Korschiw, Perehinske und Solotwyn.
Am 9. November 1962 wurde die Oblast analog der Umbenennung der Oblasthauptstadt in Oblast Iwano-Frankiwsk zum Andenken an Iwan Franko umbenannt, kurz darauf am 30. Dezember 1962 wurden die Rajone Bolechiw, Bilschiwzi, Burschtyn, Wojnyliw, Hwisdez, Sabolotiw, Lantschyn, Lyssez, Nadwirna, Obertyn, Rohatyn, Roschnjatiw, Snjatyn, Stanyslawiw, Tlumatsch, Tysmenyzja, Jabluniw und Jaremtscha aufgelöst und auf die verbliebenen Rajone aufgeteilt. Der Rajon Schabje wurde hingegen analog der namensgebenden Rajonshauptstadt in Rajon Werchowyna (Верховина) umbenannt, aber am 28. Oktober 1963 ebenfalls aufgelöst.
Ende 1963 existierten somit folgende Rajone:
- Rajon Bohorodtschany
- Rajon Halytsch
- Rajon Horodenka
- Rajon Kalusch
- Rajon Kolomyja
- Rajon Kossiw

Dazu kam der Industrierajon Dolyna der die Stadt Dolyna umfasste.
Am 4. Januar 1965 wurden diese Grenzen abermals verändert und es entstanden die Rajone Nadwirna, Rohatyn, Roschnjatiw, Snjatyn und Tlumatsch mit neuen Grenzen, am 8. Dezember 1966 folgten noch die Rajone Werchowyna und Iwano-Frankiwsk, aus letzterem entstand 1982 der bis 2020 existierende Rajon Tysmenyzja.

## Größte Städte
| Stadt                                                                                     | Ukrainischer Name | Russischer Name | Einwohner 1. Januar 2021 |
| ----------------------------------------------------------------------------------------- | ----------------- | --------------- | ------------------------ |
| Iwano-Frankiwsk                                                                           | Івано-Франківськ  | Ивано-Франковск | 237.855                  |
| Kalusch                                                                                   | Калуш             | Калуш           | 065.814                  |
| Kolomyja                                                                                  | Коломия           | Коломыя         | 061.140                  |
| Nadwirna                                                                                  | Надвірна          | Надворная       | 022.545                  |
| Dolyna                                                                                    | Долина            | Долина          | 020.641                  |
| Burschtyn                                                                                 | Бурштин           | Бурштын         | 014.866                  |
| Perehinske                                                                                | Перегінське       | Перегинское     | 012.775                  |
| Bolechiw                                                                                  | Болехів           | Болехов         | 010.330                  |
| Snjatyn                                                                                   | Снятин            | Снятын          | 009.844                  |
| Tysmenyzja                                                                                | Тисмениця         | Тысменица       | 009.096                  |
| Horodenka                                                                                 | Городенка         | Городенка       | 008.972                  |
| Tlumatsch                                                                                 | Тлумач            | Тлумач          | 008.770                  |
| Kossiw                                                                                    | Косів             | Косов           | 008.463                  |
| Deljatyn                                                                                  | Делятин           | Делятин         | 008.276                  |
| Bohorodtschany                                                                            | Богородчани       | Богородчаны     | 008.235                  |
| Jaremtsche                                                                                | Яремче            | Яремча          | 008.004                  |
| Lantschyn                                                                                 | Ланчин            | Ланчин          | 007.855                  |
| Rohatyn                                                                                   | Рогатин           | Рогатин         | 007.649                  |
| Quellen: Ukrainisches Amt für Statistik, Seiten 24, 25 und Sekundärquelle City Population |                   |                 |                          |

## Administrative Unterteilung
Die Oblast Iwano-Frankiwsk ist verwaltungstechnisch in 6 Rajone unterteilt, bis zur großen Rajonsreform am 18. Juli 2020 war er in 14 Rajone sowie 6 direkt der Oblastverwaltung unterstehenden (rajonfreie) Städte unterteilt. Dies sind die Städte Bolechiw, Burschtyn, Jaremtsche, Kalusch, Kolomyja sowie das namensgebende Verwaltungszentrum der Oblast, die Stadt Iwano-Frankiwsk.

### Rajone der Oblast Iwano-Frankiwsk mit deren Verwaltungszentren
| Rajone der Oblast Iwano-Frankiwsk | Rajone der Oblast Iwano-Frankiwsk                | Rajone der Oblast Iwano-Frankiwsk      | Rajone der Oblast Iwano-Frankiwsk                                   |
| Deutsche Bezeichnung              | Ukrainische Bezeichnung                          | Verwaltungszentrum                     | Weitere frühere (bis 2020) Rajonzentren und rajonfreie Städte       |
| --------------------------------- | ------------------------------------------------ | -------------------------------------- | ------------------------------------------------------------------- |
| Rajon Iwano-Frankiwsk             | Івано-Франківський район Iwano-Frankiwskyj rajon | Iwano-Frankiwsk (Stadt)                | Bohorodtschany, Burschtyn, Halytsch, Rohatyn, Tlumatsch, Tysmenyzja |
| Rajon Kalusch                     | Калуський район Kaluskyj rajon                   | Kalusch (Stadt)                        | Bolechiw, Dolyna, Roschnjatiw                                       |
| Rajon Kolomyja                    | Коломийський район Kolomyjskyj rajon             | Kolomyja (Stadt)                       | Horodenka, Snjatyn                                                  |
| Rajon Kossiw                      | Косівський район Kossiwskyj rajon                | Kossiw (Stadt)                         |                                                                     |
| Rajon Nadwirna                    | Надвірнянський район Nadwirnjanskyj rajon        | Nadwirna (Stadt)                       | Jaremtsche                                                          |
| Rajon Werchowyna                  | Верховинський район Werchowynskyj rajon          | Werchowyna (Siedlung städtischen Typs) |                                                                     |

Bis 2020 gab es folgende Rajonsaufteilung:

Karte der Rajone und rajonfreien Städte der Oblast (bis 2020)

| Rajone der Oblast Iwano-Frankiwsk bis 2020 | Rajone der Oblast Iwano-Frankiwsk bis 2020    | Rajone der Oblast Iwano-Frankiwsk bis 2020 | Rajone der Oblast Iwano-Frankiwsk bis 2020 |
| Deutsche Bezeichnung                       | Ukrainische Bezeichnung                       | Verwaltungszentrum                         | 2020 (überwiegend) aufgegangen in          |
| ------------------------------------------ | --------------------------------------------- | ------------------------------------------ | ------------------------------------------ |
| Rajon Bohorodtschany                       | Богородчанський район Bohorodtschanskyj rajon | Bohorodtschany (Siedlung städtischen Typs) | Rajon Iwano-Frankiwsk                      |
| Rajon Dolyna                               | Долинський район Dolynskyj rajon              | Dolyna (Stadt)                             | Rajon Kalusch                              |
| Rajon Halytsch                             | Галицький район Halyzkyj rajon                | Halytsch (Stadt)                           | Rajon Iwano-Frankiwsk                      |
| Rajon Horodenka                            | Городенківський район Horodenkiwskyj rajon    | Horodenka (Stadt)                          | Rajon Kolomyja                             |
| Rajon Kalusch                              | Калуський район Kaluskyj rajon                | Kalusch (Stadt)                            | Rajon Kalusch                              |
| Rajon Kolomyja                             | Коломийський район Kolomyjskyj rajon          | Kolomyja (Stadt)                           | Rajon Kolomyja                             |
| Rajon Kossiw                               | Косівський район Kossiwskyj rajon             | Kossiw (Stadt)                             | Rajon Kossiw                               |
| Rajon Nadwirna                             | Надвірнянський район Nadwirnjanskyj rajon     | Nadwirna (Stadt)                           | Rajon Nadwirna                             |
| Rajon Rohatyn                              | Рогатинський район Rohatynskyj rajon          | Rohatyn (Stadt)                            | Rajon Iwano-Frankiwsk                      |
| Rajon Roschnjatiw                          | Рожнятівський район Roschnjatiwskyj rajon     | Roschnjatiw (Siedlung städtischen Typs)    | Rajon Kalusch                              |
| Rajon Snjatyn                              | Снятинський район Snjatynskyj rajon           | Snjatyn (Stadt)                            | Rajon Kolomyja                             |
| Rajon Tlumatsch                            | Тлумацький район Tlumatschkyj rajon           | Tlumatsch (Stadt)                          | Rajon Iwano-Frankiwsk                      |
| Rajon Tysmenyzja                           | Тисменицький район Tysmenyzkyj rajon          | Tysmenyzja (Stadt)                         | Rajon Iwano-Frankiwsk                      |
| Rajon Werchowyna                           | Верховинський район Werchowynskyj rajon       | Werchowyna (Siedlung städtischen Typs)     | Rajon Werchowyna                           |

| Jahr      | 1959      | 1970      | 1979      | 1989      | 1995      | 1998      | 2001      | 2005      | 2008      | 2012      | 2014      | 2021      |
| --------- | --------- | --------- | --------- | --------- | --------- | --------- | --------- | --------- | --------- | --------- | --------- | --------- |
| Einwohner | 1.094.639 | 1.249.271 | 1.326.661 | 1.423.489 | 1.466.800 | 1.448.200 | 1.409.760 | 1.393.616 | 1.382.603 | 1.380.128 | 1.382.096 | 1.361.109 |

| Nationalität | Einwohner | 1989 (%) | 2001 (%) | Veränderung (%) |
| ------------ | --------- | -------- | -------- | --------------- |
| Ukrainer     | 1.371.200 | 95,0     | 97,5     | 0+2,1 %         |
| Russen       | 0.024.900 | 04,0     | 01,8     | −56,3 %         |

| Muttersprache | 1989 (%) | 2001 (%) |
| ------------- | -------- | -------- |
| Ukrainisch    | 94,9     | 97,8     |
| Russisch      | 05,1     | 01,8     |
| Sonstige      | 05,1     | 00,4     |

## Nationalpark

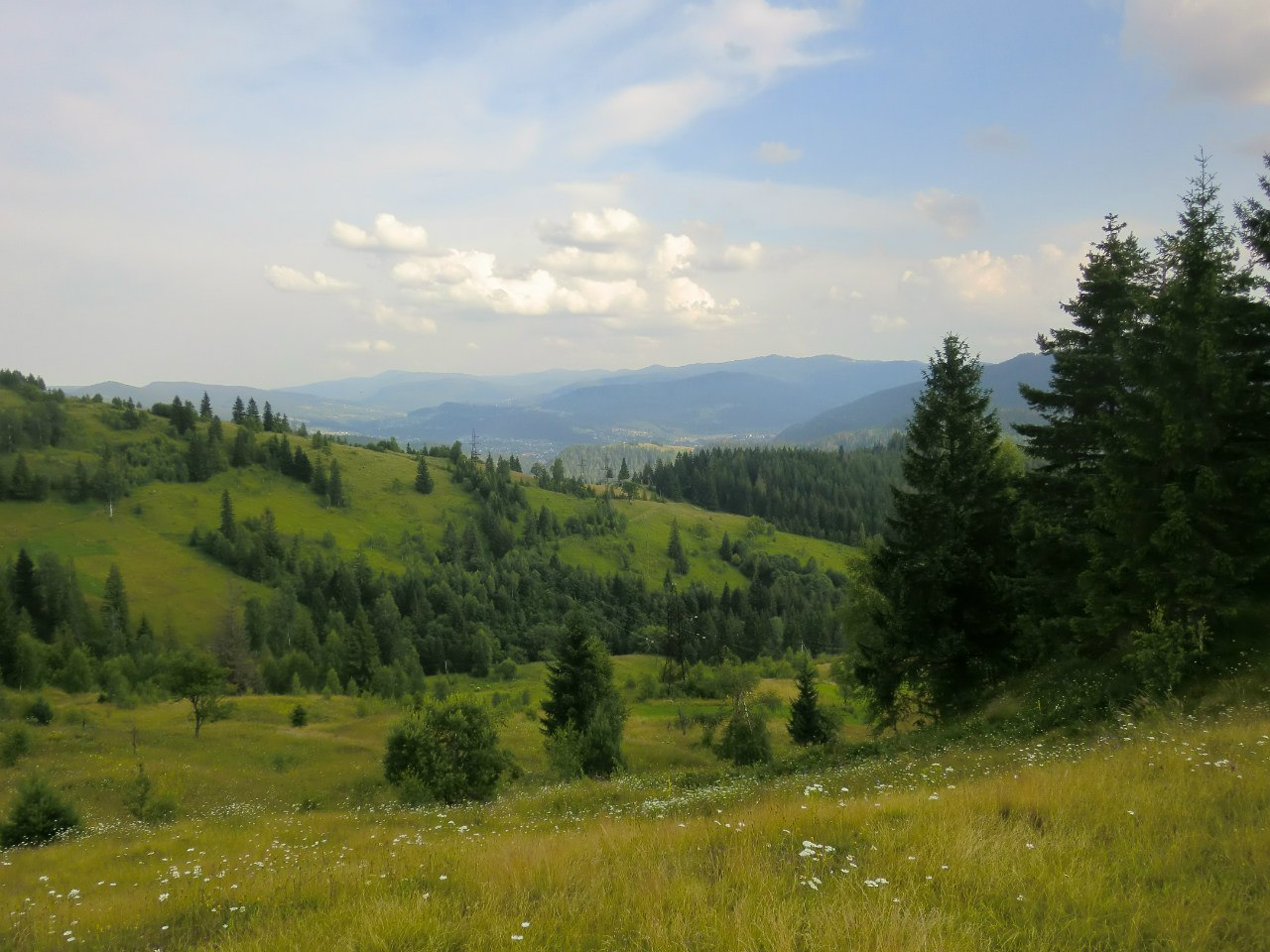
Karpatennationalnaturpark

Im Bereich der Oblast liegt der 515 km² große Karpaten-Nationalpark.